# 久保優
久保 優（くぼ すぐる、1998年4月28日 - ）は、元ラグビーユニオン選手。

## 略歴
筑紫高校時代に高校日本代表に選ばれ、アイルランド遠征をした。
2017年、早稲田大学に進む。　
2021年、NECグリーンロケッツ（同年6月よりNECグリーンロケッツ東葛）に加入。
2022年4月10日に行われたJAPAN RUGBY LEAGUE ONE第12節コベルコ神戸スティーラーズ戦にて先発出場でリーグワン公式戦初出場を果たした。
2025年5月、NECグリーンロケッツ東葛を退団し、現役引退した。